# Староалександровська сільська рада
Староалекса́ндровська сільська рада (рос. Староалександровский сельский совет) — сільське поселення у складі Бузулуцького району Оренбурзької області Росії.
Адміністративний центр та єдиний населений пункт — село Староалександровка.

## Населення
Населення — 631 особа (2019; 640 в 2010, 701 у 2002).